# اليسار الجمهوري (إسبانيا)
حزب اليسار الجمهوري (بالإسبانية: Izquierda Republicana)‏ (IR) هو حزب سياسي إسباني يساري أسسه مانويل أثانيا سنة 1934 في حقبة الجمهورية الإسبانية. وكان له دور مهم في تلك الحقبة. وفي الفترة التي سبقت بداية الحرب الأهلية الإسبانية. أصبح أثانيا رئيسًا للجمهورية بين 1936 و 1939. ولكنه اختفى عمليا من المشهد السياسي في فترة ديكتاتورية فرانكو باستثناء منفى الجمهوريون في المكسيك، حيث استمر في ممارسة بعض النشاط. ثم أعيد تشكيله سنة 1977 في إسبانيا، بالرغم من عدم وجود أهمية الحزب التاريخية في تشكيلته الحديثة.

## التاريخ

### التأسيس

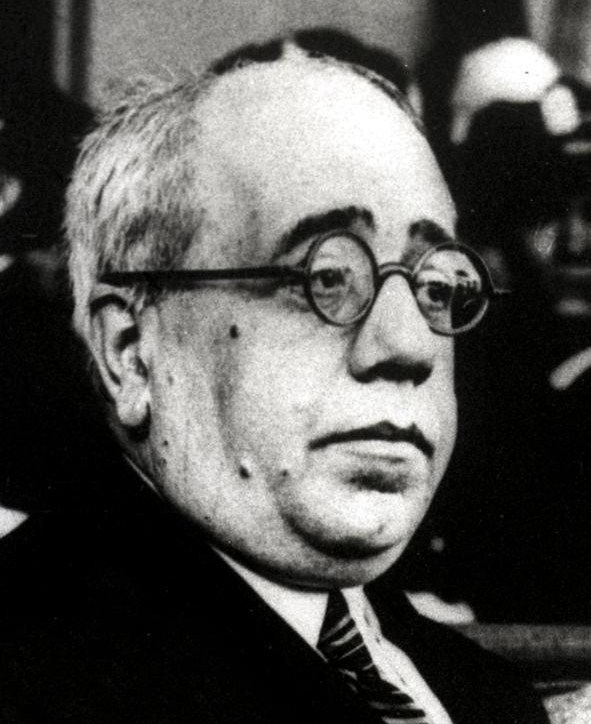
مانويل أثانيا سنة 1933

بعد الكارثة التي حصدتها أحزاب اليسار الجمهوري في انتخابات 1933 والتي دخلتها بدون تحالفات. ففي 3 أبريل 1934 تشكل حزب اليسار الجمهوري نتيجة اندماج حزب مانويل أثانيا العمل الجمهوري (AR) مع التنظيم الجمهوري الجاليكي المستقل (ORGA) بزعامة سانتياغو كاساريس كيروغا و (الحزب الجمهوري الراديكالي الاشتراكي المستقل بقيادة مارسيلينو دومينجو وألفارو دي ألبورنوز).
كما انضم إلى الحزب الجديد أحزاب صغيرة أخرى، مثل أحزاب جمهورياتية مستقلة من ألافا ونافارا، وكذلك جزء من اتحاد المراكز الجمهورية في غيبوثكوا.
وفي كاتالونيا، كانت هناك أيضًا اندماجات حزبية، حيث اعتمد اليسار الجمهوري اسم Partit Republicà d'Esquerra. ومن مؤسسيها شخصيات ذات أهمية في الحياة السياسية والثقافية في ذلك الوقت مثل خوسيه غيرال وألفارو دي ألبورنوز وفيكتوريا كينت وغيرهم. أصبح أثانيا أول رئيس للحزب. كان جهاز التعبير هي صحيفة Política.
اندمج الحزب في الجبهة الشعبية (وفي كاتالونيا في جبهة اليسار). فنال حزب اليسار الجمهوري على 87 نائباً في انتخابات 16 فبراير 1936 (كونها المجموعة البرلمانية الثالثة في الكورتيس بعد PSOE وCEDA)، فحصل الحزب على رئاسة مجلس الوزراء في شخص مانويل أثانيا. بمساعدة الاتحاد الجمهوري (ووجود اليسار الجمهوري لكتالونيا منذ مايو 1936) كان حزب اليسار الجمهوري هو المكون الرئيسي للحكومة حتى تشكيل الحكومة لارجو كابييرو في سبتمبر 1936، حيث الحرب الأهلية قد بدأت بالفعل. وفي مايو 1936 بعد إزاحة نيسيتو ألكالا زامورا، اُنتخِب أثانيا رئيسًا للجمهورية من قبل الجمعية المشتركة للنواب والمندوبين التي عقدت في 10 مايو. كما تم انتخاب عضو اليسار الجمهوري سانتياغو كاساريس كيروغا ليحل محل أثانيا في رئاسة الحكومة.
بعد اندلاع الحرب الأهلية، خلف كيروغا في رئاسة الحكومة متشدد آخر من ذات الحزب، وهو خوسيه غيرال. حافظ الحزب على تمثيله في جميع الحكومات حتى نهاية الحرب الأهلية، ولكن بشكل متزايد مع وجود أكبر في الحياة السياسية لمناطق الجمهورية. بقي أثانيا في رئاسة الجمهورية حتى استقالته في فبراير 1939، أي قبل أسابيع من نهاية الحرب.

### المنفى وإعادة البناء
أصبح الحزب الداعم الرئيسي لحكومة الجمهورية في المنفى في المكسيك، ودافعًا دائمًا عن الإشارة الواضحة للانتماء الإيديولوجي لمكوناته، حتى لا تثير الشكوك أو تؤذي الحساسيات. ومع ذلك ففي سنة 1951 تخلى عن الحكومة فيما اعتبره «احتكارًا» الاتحاد الجمهوري (UR) لها، منذ أن عهد رئيس هذا الحزب للمرة الأولى بتشكيل الحكومة إلى زميل له من نفس المنظومة.
وبالمقابل شارك حزب اليسار الجمهوري في المنصات والمنظمات التي عارضت ديكتاتورية الجنرال فرانكو. شارك اليسار الجمهوري في يوليو 1959 في وضع «بيان التأسيس والقواعد العقائدية للعمل الجمهوري الديمقراطي الإسباني» بالاشتراك مع الاتحاد الجمهوري. وبعد ذلك بعام في باريس، من 16 إلى 18 يونيو 1960 اندمج الطرفان لإنشاء حزب العمل الجمهوري الديمقراطي الإسباني (ARDE) في مؤتمرهما الأول.
بعد وفاة فرانكو، تم تسجيل اليسار الجمهوري في سجل الأحزاب السياسية. لكن لم يتم التصريح له حتى نوفمبر 1977، لذلك لم يتمكنوا من المشاركة في أول انتخابات حرة بعد نهاية الديكتاتورية. جاء منتسبوها من حزب ARDE والحزب التاريخي. لكن ممثليهم أنكروا في خلافات مع ARDE أن حزب اليسار الجمهوري قد اندمج مع أي حزب آخر.